# Cruiser (Fahrrad)

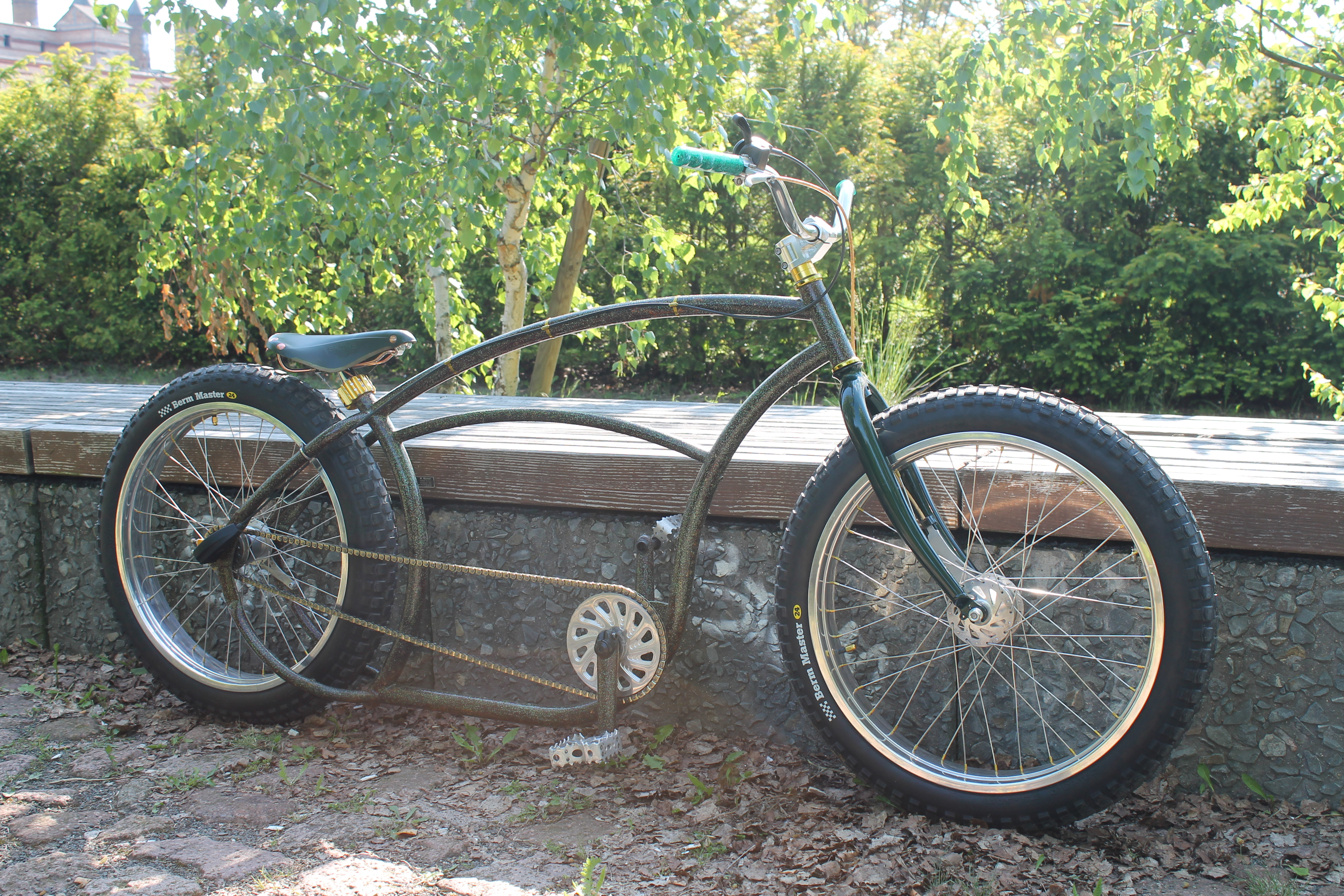
Basman Custombike von Project346

Der Cruiser (engl. für „Kreuzer“, bzw. vom englischen Wort „to cruise“ – etwa „langsam fahren“) beschreibt einen in den USA entstandenen Fahrradtyp mit geschwungener Rahmenform und Ballonbereifung.

## Allgemeine technische Merkmale
- ein Rahmen aus Stahl oder Aluminium
- Bereifung: zwischen 24″ und 26″ Durchmesser und 2,125″ und 4,25″ Breite
- Felgen: zwischen 25 mm und 100 mm Breite (Customfelgen auch deutlich breiter)
- US-BB oder BSA-Tretlager
- Gangschaltung: in der Regel Nabenschaltungen zwischen 3 und 8 Gängen
- breiter Lenker
- gefederter und gepolsterter Sattel

## Vor- und Nachteile

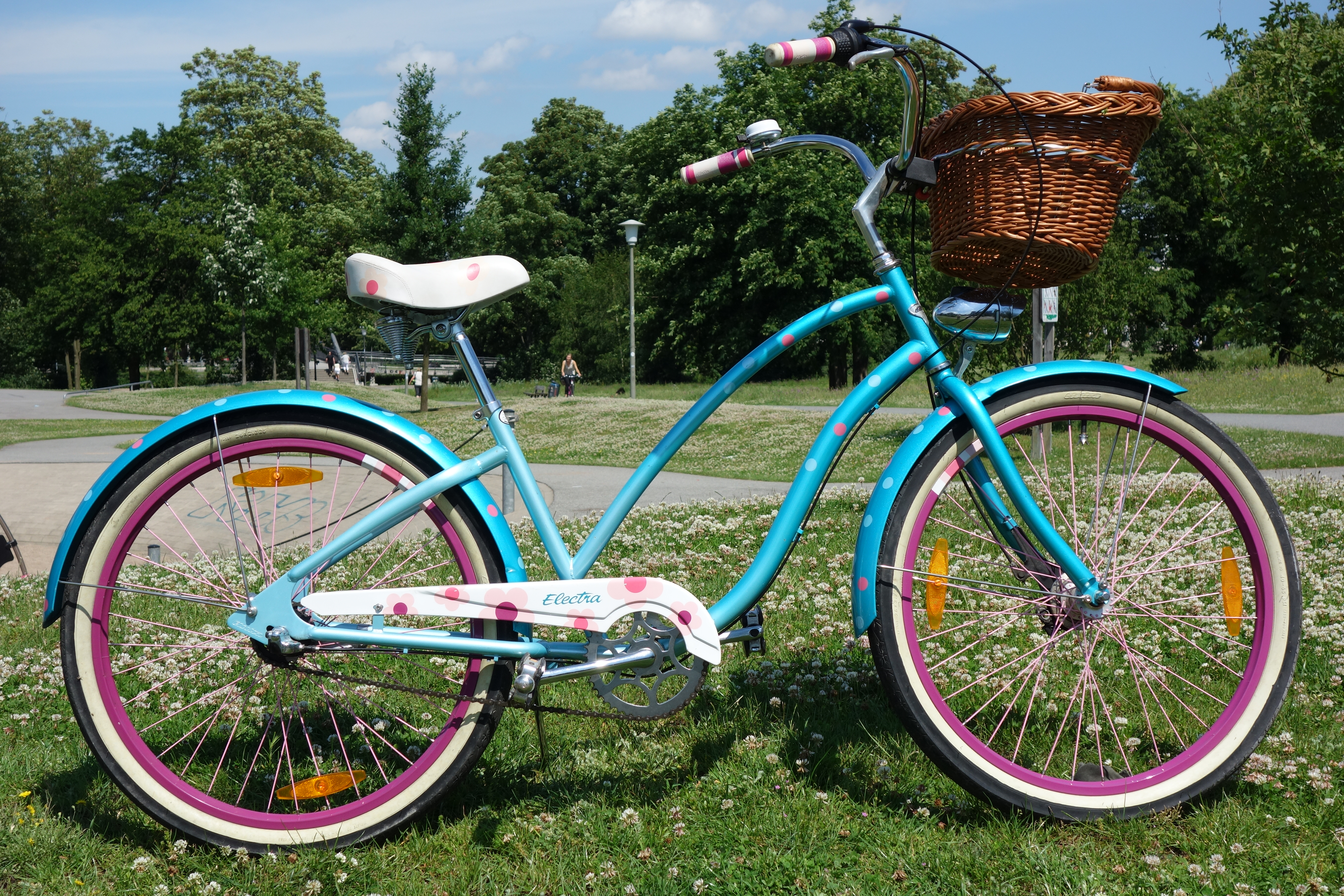
Damenfahrrad von Electra Bicycle Company

Bedingt durch den kurzen Abstand vom Sattel zur Tretlagermitte werden die Knie stärker belastet und die Kraftentfaltung ist geringer:

„Der stark abgesenkte (plantarflexierte) Fuß findet im m. gastrocnemius keinerlei Vordehnung für eine wirkungsvolle Kontraktion. Außerdem liefert der m. quadriceps aufgrund des ungünstigen Hebelarms nur einen geringen Kraftanteil.“

Speziell bei Stretchcruisern und Custombikes kann – bedingt durch den gestreckten Rahmen – die „Klappmesserhaltung“ (starkes Anwinkeln der Beine und gleichzeitiges Nachvornbeugen des Oberkörpers durch zu kurze Lenker) zu einer starken Belastung der Arme und der Wirbelsäule führen.
Vor allem auf Kopfsteinpflaster oder Schotterwegen sorgen die Ballonbereifung für eine geringere Stoßbelastung der Wirbelsäule als bei Rädern mit schmaleren Reifen.

## Geschichte
Die ersten cruiserähnlichen Fahrräder gab es bereits Mitte der 1910er Jahre, so besaß das „Indian Motobike“ von Hendee bereits ein gebogenes Oberrohr, einen breiten geschwungenen Lenker und eine Tankattrappe (als Staufach für die Batterie der Lichtanlage). Die Ballonbereifung wurde 1933 von Schwinn aus Deutschland übernommen und mit dem Modell „B10E Motorbike“ in den USA eingeführt. Bereits ein Jahr später wurde dieses Modell überarbeitet und war als „Aero Cycle“ erhältlich. Im Vergleich zum Vorjahresmodell gab es lediglich optische Veränderungen, die aber stilbildend für die nächsten Jahrzehnte waren: ein geschwungener stromlinienförmiger Rahmen mit Tankattrappe und Batteriebeleuchtung. Ihre Blütezeit hatten die Cruiser in den 1930er bis 1950er Jahren, es gab zahlreiche verschiedene und z. T. auch sehr ausgefallene Modelle wie den Monark „Silverking Hex-Tube“, der aus Aluminium und Sechskantrohren gefertigt wurde. Hersteller aus dieser Zeit waren z. B.:
- Schwinn
- Roadmaster
- Columbia
- Elgin
- Monark
- Huffy

Seltene und gut erhaltene Räder aus dieser Zeit erreichen bei Auktionen hohe drei- bis fünfstellige Beträge. Mit dem „Bluebird“ von Elgin aus dem Jahr 1935 werden umgerechnet bis zu 12.000,- Euro erzielt.
Der Niedergang der  Cruiser begann in den späten 1950er  und frühen 1960er Jahren, als europäische  Sporträder auf Grund ihres geringeren Gewichts und der besseren Bergsteigfähigkeiten immer populärer wurden. Zudem verloren die Cruiser Marktanteile an die vor allem für Kinder gedachten „Muscle Bikes“ (in Deutschland waren diese Räder in den 1970er Jahren als „Bonanzaräder“ bekannt). Sie besaßen kleinere Rahmen, überdimensionale „Apehangerlenker“ und Schalthebel sowie Bananensättel.
Eine zweite Chance bekamen die alten Cruiser in den späten 1970er  und frühen 1980er Jahren. Die alten „Clunker“ waren zwar schwer aber dafür komfortabel und praktisch unverwüstlich. Es waren Enthusiasten wie Gary Fisher und Joe Breeze, die Mitte der 1970er Jahre mit ihren umgebauten Cruisern den „Repack“ am Mount Tamalpais in Kalifornien herunterjagten und so den Grundstein für das Mountainbiking legten.

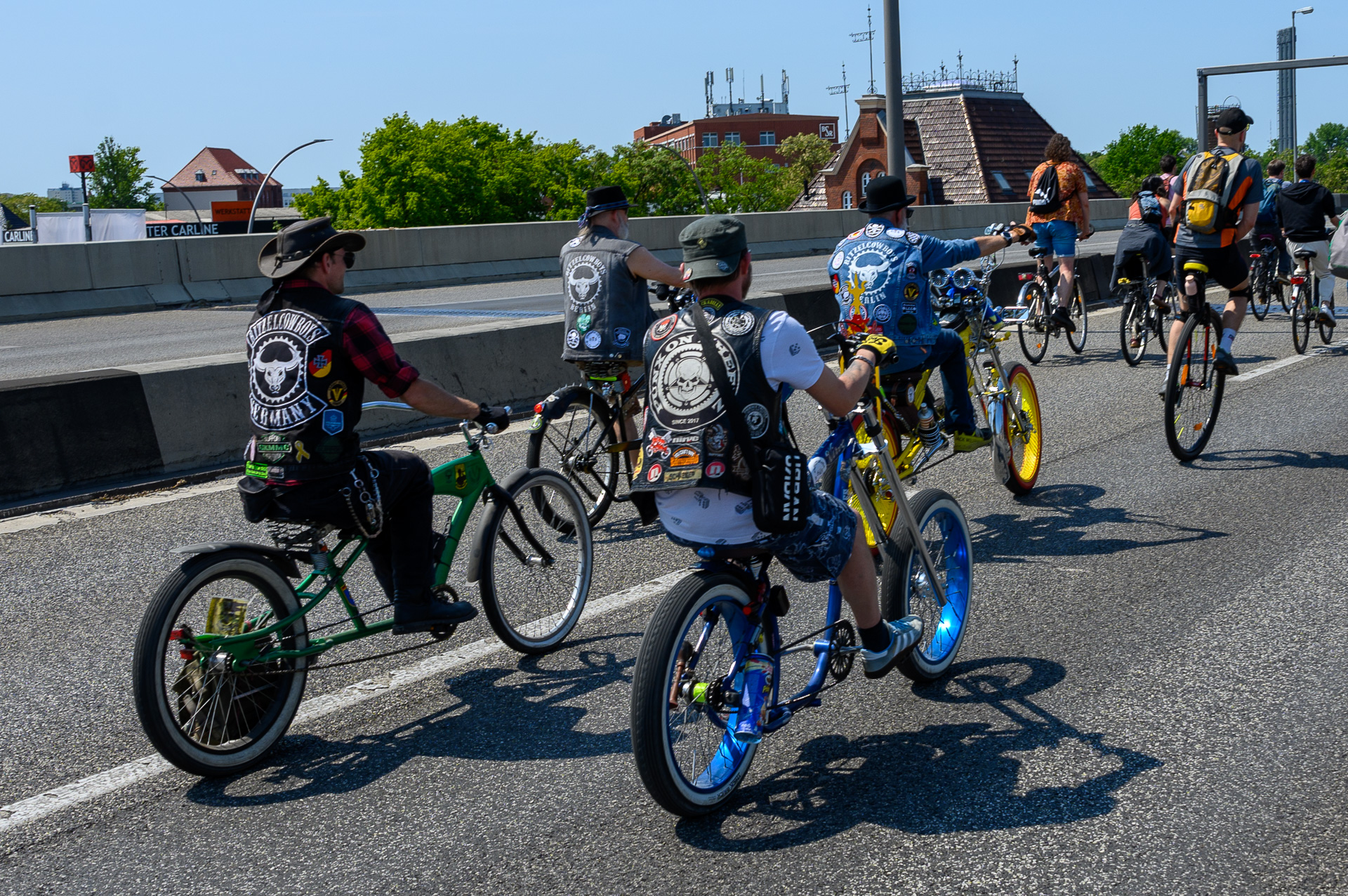
Cruiser einer Veteranenvereinigung auf der Fahrradsternfahrt in Berlin 2023

## Heute
Noch vor Beginn der Retrowelle, Anfang der 1990er Jahre, war es vor allem GT die mit der „Dyno“-Cruiserreihe den Markt wiederbelebten. Heute sind die Electra Bicycle Company und Felt Bikes die größten und bekanntesten Hersteller von Cruisern. Jedoch gibt es eine immer größer werdende Konkurrenz von Billiganbietern aus Fernost.

## Hersteller (Auswahl)
- Electra Bicycle Company
- Felt Bicycles
- Schwinn
- Nirve
- Project346
- Kustom Kruiser (ehemals Dyno GT)
- Firebikes
- PG-Bikes (ehemals Pimpgarage; in Insolvenz – Amtsgericht Regensburg, Aktenzeichen 14 IN 240/13)
- Hawk Classic Bikes
- Ruff Cycles
- TSP Cycle Farm

## Cruiserarten
(Beach-) Cruiser

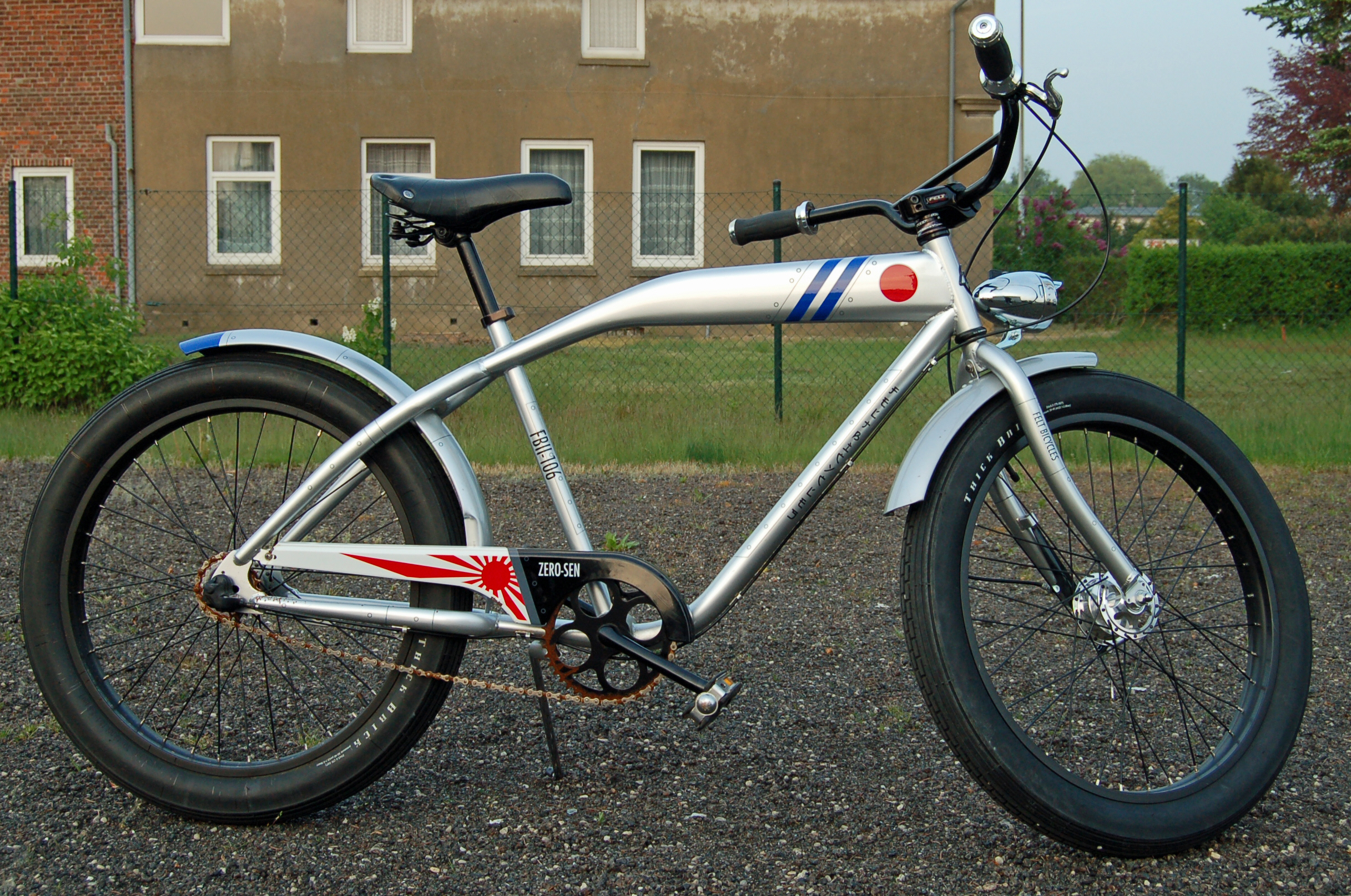
FELT Beachcruiser ZERO SEN

Der klassische Beachcruiser besitzt einen geschwungenen Rahmen, der in den Abmessungen in etwa einem normalen Fahrradrahmen entspricht, 24"- oder 26"-Laufräder mit 2,125"- oder 3,0"-Reifen, einen weichen gefederten Sattel und einen breiten Moonlenker. Die Sitzposition ist entspannt und aufrecht.
Beispiel: Dyno Glide, Felt Taxi
Stretchcruiser
Stretchcruiser sind gestreckte Cruiser. Der Rahmen ist dadurch insgesamt länger und flacher. Somit tritt man sehr stark nach vorn  anstatt nach unten. Die Sitzposition ist mit einem Moon- oder Apehangerlenker genauso aufrecht und entspannt fahrbar wie bei einem normalen Cruiser.
Chopper
Die Chopper sind stark an die gleichnamigen Motorräder angelehnt, besitzen also eine sehr lange Doppelbrückengabel und in der Regel ein breites Hinter- und ein schmales Vorderrad.
Lowrider
Lowrider sind in der Regel reine Showbikes. Die Rahmen sind sehr klein und die Laufräder selten größer als 20". Lowrider dienen der Zurschaustellung der Kunstfertigkeit des Erbauers und sind mit viel Liebe zum Detail gestaltet.
Semi-Stretchcruiser

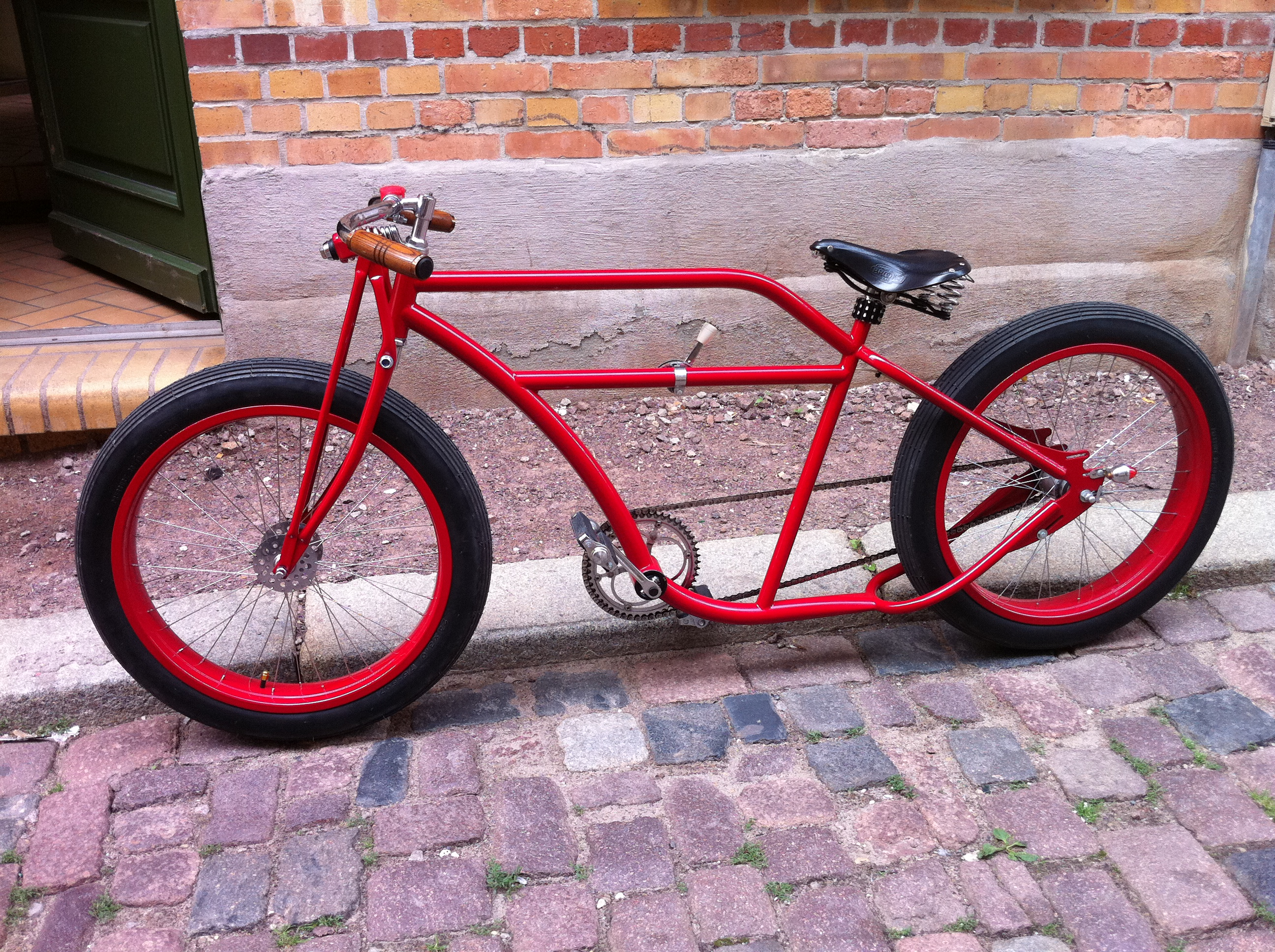
Customaufbau eines Ruff Cycles Porucho

Die Semi-Stretchcruiser schließen die Lücke zwischen den normalen und den Stretchcruisern. Sie besitzen einen weniger stark gestreckten Rahmen und sind selbst von Personen mit über zwei Meter Körpergröße noch bequem zu fahren.
Beispiel: Project346 Basman, Ruff Cycles Porucho
Custombikes
Custombikes können zu jeder der vorgenannten Kategorien zählen. Ein Custombike wird vom Besitzer (oder in dessen Auftrag) individuell gestaltet, dabei kann auf einen Serienrahmen zurückgegriffen oder ein kompletter Rahmen nach eigenen Vorstellungen gebaut werden. Der Fantasie des Besitzers sind dabei keine Grenzen gesetzt.